# Goran Višnjić
Goran Višnjić (hr[ɡoran ʋiʃɲitɕ]; /ˈvɪʃnjɪtʃ/ VISH-nyitch; n. 9 septembrie 1972, Šibenik, RSF Iugoslavia) este un actor croato-american.

## Filmografie

### Film
| An   | Titlu                                     | Rol              | Note        |
| ---- | ----------------------------------------- | ---------------- | ----------- |
| 1988 | Braća po materi                           | Ustaša           |             |
| 1993 | Paranoja                                  |                  | Scurtmetraj |
| 1995 | See You                                   | Maks             |             |
| 1997 | Tranquilizer Gun (Puška za uspavljivanje) | Devetka – '9'    |             |
| 1997 | Bun venit la Sarajevo                     | Risto Bavić      |             |
| 1997 | Pacificatorul                             | Bazta Sergeant   |             |
| 1998 | Quintă Royală                             | Maurice          |             |
| 1998 | Ce vrăji mai fac fetele                   | Jimmy Angelov    |             |
| 2000 | Cu tine, pentru totdeauna                 | Neil             |             |
| 2001 | Ape adânci                                | Alek 'Al' Spera  |             |
| 2001 | The Last Will                             | Bepo Stambuk     |             |
| 2002 | Epoca de gheață                           | Soto             | Rol de voce |
| 2002 | Close Your Eyes (Doctor Sleep)            | Michael Strother |             |
| 2004 | Long Dark Night (Duga mracna noc)         | Ivan 'Iva' Kolar |             |
| 2005 | Elektra                                   | Mark Miller      |             |
| 2009 | New York, te iubesc                       | Man              |             |
| 2009 | Helen                                     | David Leonard    |             |
| 2011 | Începători                                | Andy             |             |
| 2011 | Fata cu un dragon tatuat                  | Dragan Armansky  |             |
| 2012 | Execution Style                           | The Chemist      |             |
| 2012 | Dark Hearts                               | Armand           |             |
| 2012 | K-11                                      | Raymond Saxx Jr. |             |
| 2013 | 95 Decibels                               | Dr. Corry        | Scurtmetraj |
| 2013 | Avocatul                                  | Michael          |             |
| 2014 | Asthma                                    | Ragen            |             |
| 2014 | Drumul spre casă                          | Muktuk           |             |
| 2017 | Never Here                                | S                |             |
| 2017 | The Tribes of Palos Verdes                | Joe              |             |
| 2019 | General                                   | Ante Gotovina    |             |
| 2020 | Fatima                                    | Arturo           |             |

### Televiziune
| An        | Titlu                                          | Rol                   | Note                                           |
| --------- | ---------------------------------------------- | --------------------- | ---------------------------------------------- |
| 1994      | Michele va alla guerra                         | Soldat                |                                                |
| 1995      | Night Watch (Rondul de noapte)                 | U.N. Security Officer | Film TV                                        |
| 1998      | Teško je reći zbogom                           | Davor                 |                                                |
| 1999–2009 | ER (Spitalul de urgență)                       | Dr. Luka Kovač        |                                                |
| 2003      | American Masters: Robert Capa: In Love and War | Robert Capa           | Rol de voce                                    |
| 2004      | Spartacus                                      | Spartacus             |                                                |
| 2005      | Long Dark Night                                | Ivan Kolar            |                                                |
| 2006      | Naša mala klinika                              | Man on the telephone  | Episodul: "Bijeli miševi"                      |
| 2009      | The Courageous Heart of Irena Sendler          | Stefan Zgrzembski     |                                                |
| 2010      | Boston's Finest                                | Angus Martin          | Episod pilot nevândut                          |
| 2010      | Tito                                           | Andrija Hebrang       |                                                |
| 2010      | The Deep                                       | Samson                | Mini-serie                                     |
| 2010      | Leverage (Escroci de treabă)                   | Damien Moreau         | 2 episoade                                     |
| 2011–2012 | Pan Am                                         | Niko Lonza            | 4 episoade                                     |
| 2013      | Red Widow (Văduva roșie)                       | Nicholae Schiller     | 8 episoade                                     |
| 2014      | Extant                                         | John Woods            | Rol principal, sezonul 1; Rol recurent, sez. 2 |
| 2015      | Crossing Lines (Polițiști fără frontiere)      | Marco Constante       | Rol principal, sez. 3                          |
| 2016–2018 | Timeless (Dincolo de timp)                     | Garcia Flynn          | Rol principal                                  |
| 2019      | Santa Clarita Diet                             | Dobrivoje Poplovic    | 4 episoade                                     |
| 2019      | Dollface                                       | Dr. Colin Brooks      | Rol recurent                                   |
| 2019      | This Is Us                                     | Vincent Kelly         | Seria 3, invitat                               |
| 2020      | Doctor Who                                     | Nikola Tesla          | Seria 12; invitat                              |
| 2020      | The Boys                                       | Alistair Adana        | Rol recurent sez. 2                            |
| 2020      | The Brides                                     | Count Dracula         | Rol principal                                  |

### Videoclipuri
| An   | Artist        | Titlu                   | Note                                                            |
| ---- | ------------- | ----------------------- | --------------------------------------------------------------- |
| 1998 | Tony Cetinski | "Život" ("Life")        | Videoclip croat                                                 |
| 1998 | Madonna       | "The Power of Good-Bye" | O apariție a lui Višnjić în rolul partenerului Madonnei         |
| 2007 | Unkle         | "Burn My Shadow"        | Apare în videoclipul de însoțire lansat împreună cu videoclipul |

## Premii și nominalizări
| An   | Premiu                    | Categorie                                                       | Film/Serial TV  | Rezultat     |
| ---- | ------------------------- | --------------------------------------------------------------- | --------------- | ------------ |
| 1997 | Orlando Award             | Cea mai bună realizare în dramă                                 |                 | Câștigat     |
| 2000 | Screen Actors Guild Award | Outstanding Performance by an Ensemble in a Drama Series        | ER              | Nominalizare |
| 2001 | Screen Actors Guild Award | Outstanding Performance by an Ensemble in a Drama Series        | ER              | Nominalizare |
| 2002 | Golden Satellite Award    | Cea mai bună performanță a unui actor într-un rol suport, Drama | The Deep End    | Nominalizare |
| 2004 | Pula Film Festival        | Cel mai bun actor                                               | Long Dark Night | Câștigat     |
| 2004 | Paris Film Festival Award | Cel mai bun actor                                               | Doctor Sleep    | Câștigat     |
| 2011 | Gotham Award              | Best Ensemble Cast                                              | Beginners       | Câștigat     |